# Michel Jacot
Pour les articles homonymes, voir Jacot et Michèle Jacot.
Michel Jacot, nom de scène de Michael Jakubek (né le 7 septembre 1940 à Berlin, mort le 2 mars 2023) est un acteur allemand.

## Biographie
Michael Jakubek grandit à Salzwedel pendant la Seconde Guerre mondiale, vient à Berlin-Ouest avant la construction du Mur et commence une formation de théâtre et de chant à Munich en 1962. Durant cette période, il participe également à ses premières productions cinématographiques comme Anita et les sept saltimbanques et Capitaine Sinbad.
Aux côtés de collègues tels que Sascha Hehn et Heiner Lauterbach, il trouve d'autres rôles dans les années 1970. Le beau blond aux cheveux longs Michel Jacot devient la tête d'affiche de la vague allemande du cinéma érotique,. Avec le rôle de Heiner Lenz dans Les Dragueuses (Laß jucken, Kumpel) de Franz Marischka, Michel Jacot est le héros d'une série cinématographique qui raconte la vie sexuelle et amoureuse d'un ouvrier. Le film reçoit le Goldene Leinwand en 1973. Ce succès incite à tourner une série. Jacot reprend le rôle dans Les Minettes font la queue (Laß jucken, Kumpel 2. Teil – Das Bullenkloster), dans lequel le couple du premier volet se réconcilie après une séparation momentanée. Son personnage est mort dans le troisième volet Laß jucken, Kumpel 3. Teil - Maloche, Bier und Bett (de) en 1974. Dans le cinquième volet, Der Kumpel läßt das Jucken nicht (de), en 1975, des scènes d'archives de Les Minettes font la queue avec Jacot sont utilisées dans un flashback. Jacot a une figuration, le mineur Erwin Borowski, dans le film dérivé de 1981 Laisse tomber, compère ! (de) (Laß laufen, Kumpel).
Après le rôle de Ted dans le film d'Alfred Vohrer Alle Menschen werden Brüder (de) (1973), Michel Jacot endosse d'autres rôles sérieux, notamment l'adaptation en 1975 de Carmina Burana par Jean-Pierre Ponnelle. Michel Jacot joue des rôles dans de nombreuses séries télévisées.
À partir de 1974, il est également journaliste et photographe. En 1976, Jacot se marie et a pour invités des célébrités comme Abi Ofarim, Adrian Hoven, Rolf Eden (de)... Dans les années 1980, Michel Jacot se consacre également au rallye et, en tant qu'entrepreneur, fonde une société de transport de fret sur une des îles Canaries, Lanzarote, où il s'installe.
Après une grave cirrhose et un autre cancer qui abîme une corde vocale, il se consacre à la peinture à partir de 2000.

## Filmographie
- 1962 : Dicke Luft (de)
- 1962 : Anita et les sept saltimbanques (de)
- 1963 : Der Belagerungszustand (TV)
- 1963 : Capitaine Sinbad
- 1969 : Wenn Täubchen Federn lassen
- 1970 : Der Kommissar (série télévisée, 1 épisode)
- 1971 : Sexualité interdite
- 1971 : La Marquise de Sade (Die nackte Gräfin)
- 1971 : J'ai avorté, monsieur le Procureur
- 1972 : Sexe motorisé
- 1972 : Deutsche Novelle (TV)
- 1972 : Les Dragueuses (Laß jucken, Kumpel)
- 1972 : Salons de massage (de)
- 1972 : Filles en chaleur
- 1973 : Alle Menschen werden Brüder (de)
- 1973 : Les Allongées
- 1973 : Ce que les étudiantes ne racontent pas (de)
- 1973 : Les Minettes font la queue (Laß jucken, Kumpel 2. Teil – Das Bullenkloster)
- 1973 : Gretchen sans uniforme
- 1973 : Les Culbuteuses
- 1973 : Der Bumsladen-Boß
- 1974 : Le Sexe au ventre
- 1974 : Danish Love Acts
- 1974 : Bibi la dévoreuse
- 1974 : Mädchen, die sich hocharbeiten
- 1974 : Frauen, die für Sex bezahlen
- 1974 : Was geschah wirklich mit Miss Jonas?
- 1974 : Sexe chaud à Bangkok
- 1974–1982 : Aktenzeichen XY … ungelöst (de) (série télévisée, 11 épisodes)
- 1975 : Carmina burana
- 1975 : Mädchen die sich (selbst) bedienen
- 1976 : Inspecteur Derrick (série télévisée, épisode 20 : Choc)
- 1976 : Liebeshunger (court métrage)
- 1977 : Le Renard (série télévisée, épisode Le Renard frappe deux fois)
- 1977 : Natascha – Todesgrüße aus Moskau
- 1977 : C'est à vous tout ça ? (de)
- 1978 : Schulmädchen-Report. 12. Teil: Junge Mädchen brauchen Liebe (de)
- 1978 : Jeux érotiques
- 1979 : Disco-Fieber (de)
- 1979 : Libidomania – Alle Abarten dieser Welt
- 1981 : Laisse tomber, compère ! (de) (Laß laufen, Kumpel)
- 1982 : Väter (TV)
- 1984 : Drei Damen vom Grill (de) (série télévisée, 1 épisode)
- 1985 : Alpha City (de)